# Canthidium margaritae
Canthidium margaritae är en skalbaggsart som beskrevs av Kohlmann och M. Alma Solis 2006. Canthidium margaritae ingår i släktet Canthidium och familjen bladhorningar. Inga underarter finns listade.